# خانه عنایت پژوه
خانه عنایت پژوه مربوط به دوره قاجار است و در شهرستان فومن، شهرک تاریخی ماسوله واقع شده و این اثر در تاریخ ۲۵ اسفند ۱۳۸۰ با شمارهٔ ثبت ۵۳۳۳ به‌عنوان یکی از آثار ملی ایران به ثبت رسیده است.